# Петличний Іван Зиновійович
Петличний Іван Зиновійович (29 грудня 1900, м. Кобеляки, тепер Полтавської області — 12 березня 1986, Львів) — український мовознавець, доктор філологічних наук (1966), професор (1967).

## Біографічні відомості
Закінчив 1930 Харківський інститут народної освіти.
Протягом 1945–1973 працював у Львівському університеті імені Івана Франка на кафедрі української мови: старший викладач (1945–1953), доцент (1953–1967), професор (1968–1973).

## Науковий доробок
Фахівець у галузі синтаксису, стилістики української мови, франкознавства.
Автор статей: «Прислів'я і приказки в мові художньої прози І. Франка» (1960), «Прикладка в мові художньої прози І. Франка» (1962), «До питання про автора літопису Самовидця» (1963), «До вивчення синтаксису відмінків мови творів І. Франка» (1966) та ін.